# 周邦燝
周邦燝（？—？），或作周邦璟，原名周邦基，號柱明，湖广黄州府麻城縣人。

## 生平
万历三十四年（1606年）丙午科湖广乡试举人，四十一年（1613年）癸丑科進士，授中书舍人，四十七年充副使，册封周府堵阳王及王妃谷氏，泰昌元年十月考选，授试御史，天啓元年闰二月补河南道御史，二年十月两淮巡盐，四年蘇松提学，又入司京畿，名流多出其门。七年二月以门户被削籍为民。崇祯元年二月，江西道御史張爌疏请起用原官，九月起补云南道御史，入司京察，二年升大理寺左寺丞，三年二月升大理寺左少卿，六月帝以乔允升等逸囚一案，罚俸一年，寻奉使册封荣府。之后改名周邦燝，崇祯五年六月升太常寺卿。晋大理寺卿，六年迁南京兵部右侍郎。为人厉廉隅，寡言笑。
墓在小敕岭。